# Pohnsdorfer Stauung

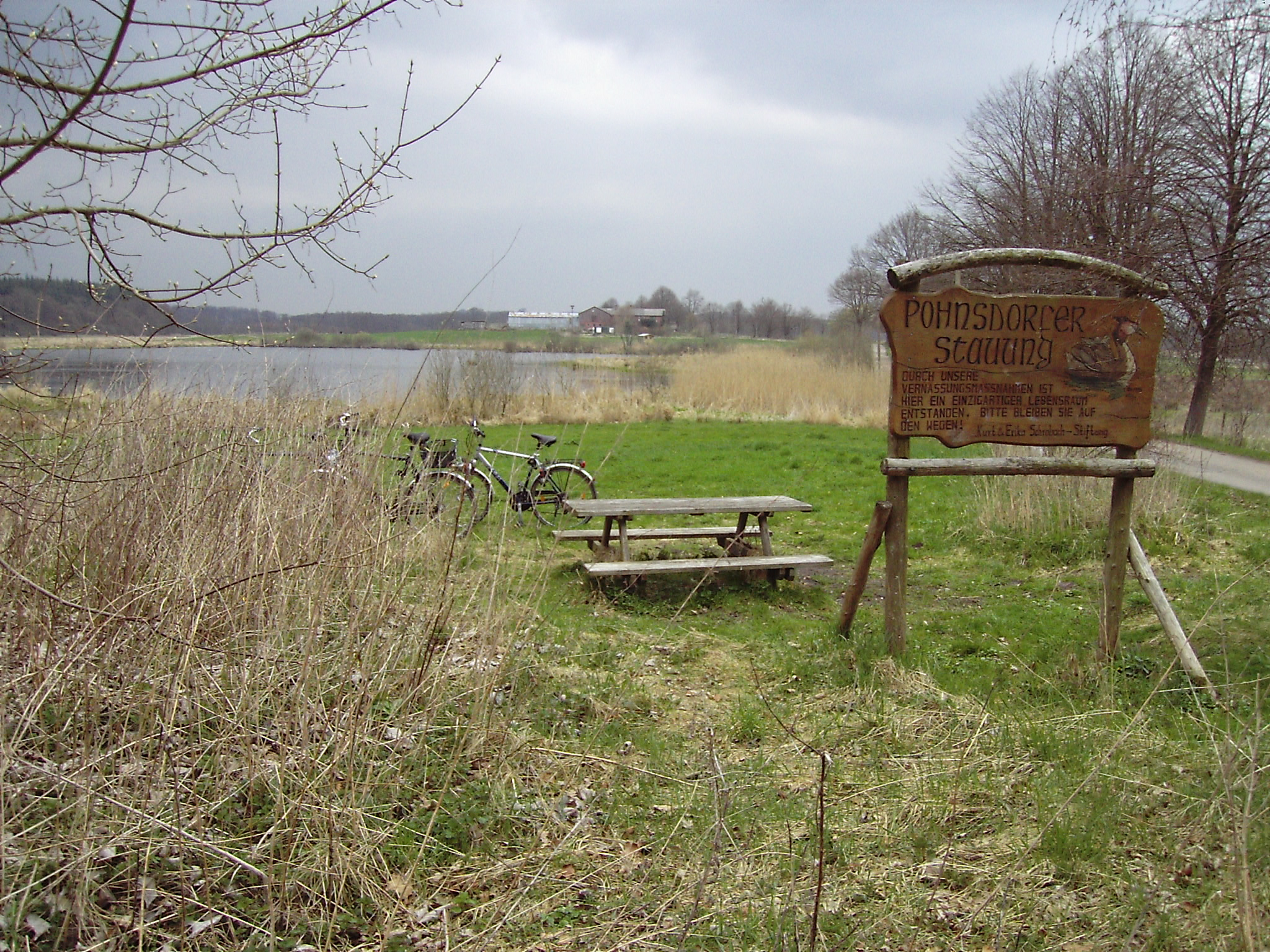
Blick in nördliche Richtung, links der Westpolder

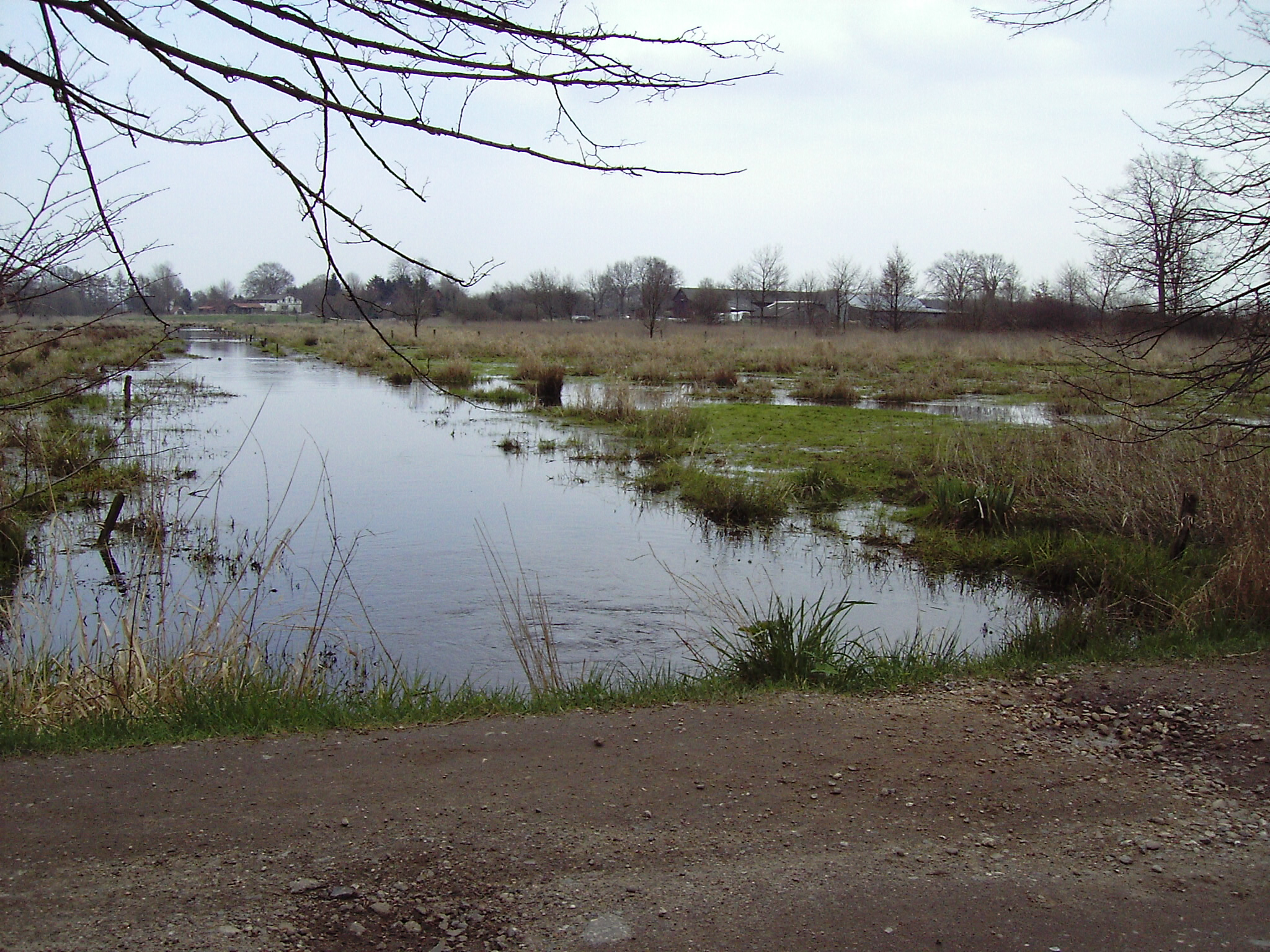
Der überflutete Ostpolder

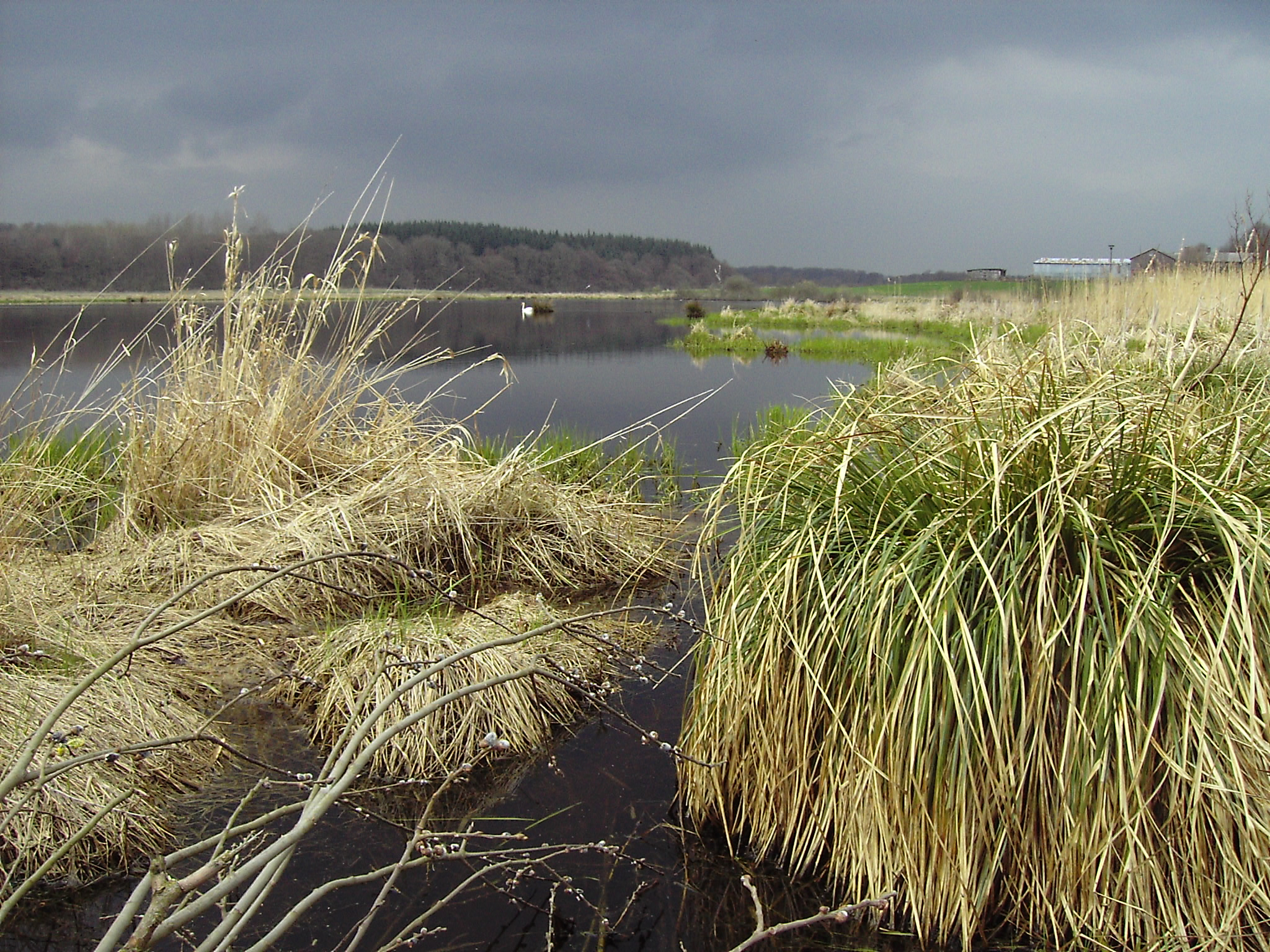
Blick über den Westpolder

Die Pohnsdorfer Stauung ist ein in der Gemeinde Pohnsdorf im Kreis Plön gelegenes, etwa 100 ha großes Feuchtgebiet. Es liegt im Landschaftsschutzgebiet Nr. 19 Postsee–Neuwührener Au–Klosterforst Preetz und Umgebung.

## Entstehung
Nach der Weichseleiszeit entwickelte sich aus einem Toteisloch in der Nähe des heutigen Ortes Preetz ein See. Dieser verlandete nach und nach, wobei sich bis zu 12 m mächtige Ablagerungen von Niedermoortorf und Mudde bildeten. Zu Beginn der 1950er Jahre war das Gebiet von Bruchwald, Weidengebüsch, Röhricht und Seggenried bewachsen.

## Entwässerung
Ab 1951 wurde versucht, die Fläche unter der Leitung der Moorversuchsstation Bremen landwirtschaftlich nutzbar zu machen. Zunächst wurden die Bruchwälder abgeholzt; dann senkte man den Wasserspiegel durch Drainagemaßnahmen, Gräben und ein Schöpfwerk. Wegen der Entwässerungsmaßnahmen zersetzte und verdichtete sich der Niedermoortorf, sodass das Gelände um durchschnittlich einen Meter absackte. Dadurch war das Gebiet trotz der Entwässerung praktisch nicht ackerbaulich nutzbar und diente als Viehweide. Die artenreiche Flora und Fauna des vorherigen Feuchtgebietes verschwand.

## Wiedervernässung
Die Nutzung des Geländes wurde immer schwieriger, weil es weiter absackte. Dadurch hatte es für die Landwirtschaft keinen Wert mehr. Im Zeitraum 1991 bis 1993 erwarb die Kurt und Erika Schrobach-Stiftung das Gelände und begann, den Wasserspiegel wieder anzuheben, um ein Feuchtbiotop zu schaffen. Im Jahr 2002 war die Wiedervernässung abgeschlossen. Sehr schnell siedelten sich feuchtigkeitsliebende Tiere und Pflanzen wieder an.

## Bedeutung
Die Pohnsdorfer Stauung ist mittlerweile ein wichtiger Brut- und Rastplatz für zahlreiche Vogelarten wie Kranich, Knäkente, Zwergtaucher und Tüpfelsumpfhuhn sowie ein bedeutendes Laichgewässer für Amphibien, beispielsweise Erdkröte, Laubfrosch und Moorfrosch. Deshalb ist sie bei Naturfreunden als Ausflugsziel beliebt. Für diese wurde eine geräumige Beobachtungshütte mit Informationen über die dort vorkommende Tier- und Pflanzenwelt errichtet. 
Das Gewässer ist von Kiel und Preetz gut mit dem Fahrrad zu erreichen. Es liegt am Wanderweg Schusteracht.